# کبک برفی قفقازی

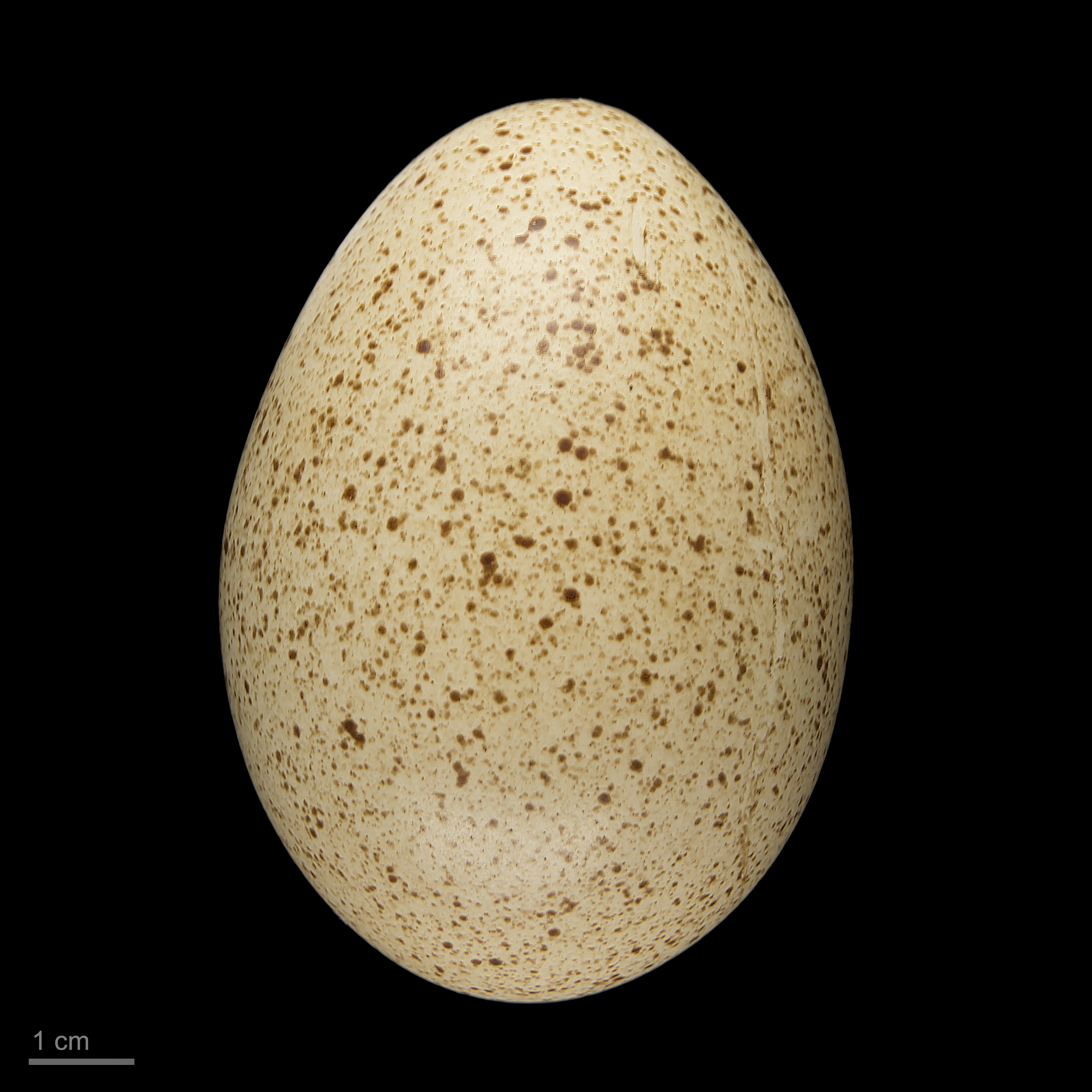
Tetraogallus caucasicus

کبک برفی قفقازی (نام علمی: Tetraogallus caucasicus) نام یک گونه از زیرخانواده کبکیان است.